# 惠蒂尔 (加利福尼亚州)
惠蒂尔（英語：Whittier）美国加利福尼亚州洛杉磯縣的一個城市，位于洛杉矶东南19公里。1887年由贵格会教徒建立。2000年人口83,680人。此地地名来自美國詩人約翰·格林里夫·惠蒂埃，惠蒂爾學院座落于此。美国前总统理查德·尼克松随父母于1922年迁居至惠蒂爾。

## 外部連結
- 官方网站
- Whittier Public Library （页面存档备份，存于）
- Whittier Chamber of Commerce （页面存档备份，存于）
- Whittier College （页面存档备份，存于）